# Norbert Stein

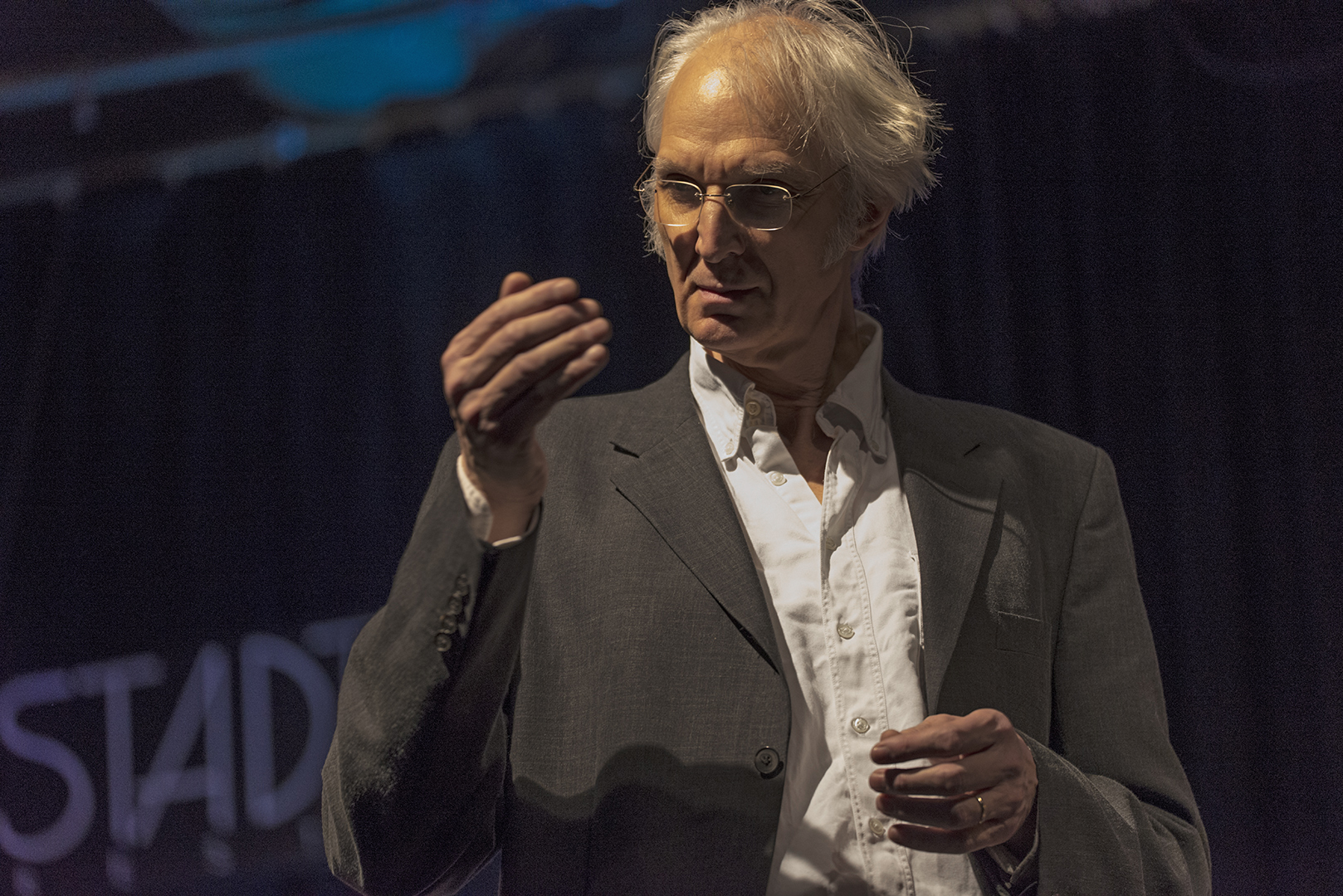
Norbert Stein, Köln, (27. Februar 2013)

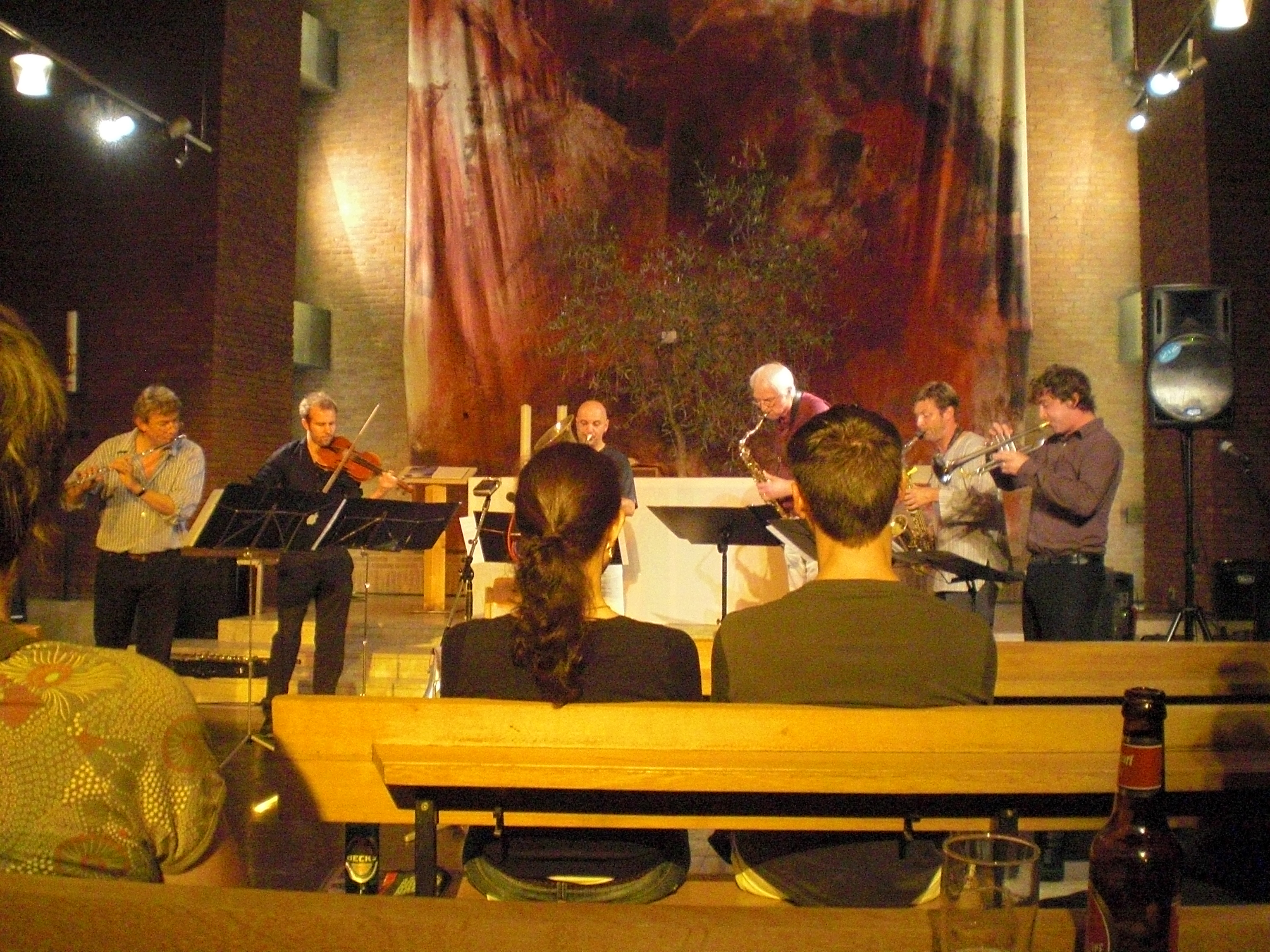
Norbert Stein (vierter von links) mit seinen Pata on the Cadillac, Lutherkirche (Köln) September 2011, mit (von links nach rechts) Michael Heupel, Axel Lindner, Nicolao Valiensi, Georg Wissel, Ryan Carniaux

Norbert Stein (* 1953) ist ein deutscher Jazzmusiker (Saxophonist, Komponist und Bandleader).

## Leben und Wirken
Norbert Stein studierte zwischen 1973 und 1979 Saxophon am Jazzstudiengang der Hochschule für Musik Köln. Bekannt wurde er zunächst als Mitglied der Gruppen Boury, NoNett, und Headband, mit denen er auch auf internationalen Tourneen war. Anschließend gründete er eigene, personell recht beständige Gruppen, zu denen unter anderem Christopher Dell, Frank Gratkowski, Thomas Heberer, Michael Heupel, Frank Köllges sowie Albrecht Maurer gehören.
Dafür entwickelte Stein aufbauend auf der Pataphysik des Schriftstellers Alfred Jarry sein Konzept der sog. Pata-Musik. Die Musik soll einen Fluss geben, d. h., sie soll in Bewegung sein, aber nicht in Hektik, sondern mit Stetigkeit, auch bei wechselnden Tempi; sie muss sich nicht in idyllischen Landschaften aufhalten, soll aber beim Hörer emotional die Bereitschaft erzeugen, sich mitnehmen zu lassen. Stein schafft in seinen Kompositionen sogenannte „inszenierte Räume“, wobei er den einzelnen Instrumentalisten Stimmungen vorgibt, innerhalb derer sie sich dann solistisch frei bewegen können. Die Stücke sind eine Balance zwischen ausgefeilten Arrangements und viel Spielraum für Spontanität und Interaktivität. Dies konnte er u. a. auch mit Kompositionsaufträgen realisieren.
Stein war mit seinen verschiedenen, zumeist zeitlich nebeneinander bestehenden Formationen – Pata on the Cadillac, Pata Masters, Pata Generators, Pata Orchester, Pata Horns sowie Pata Trio – auf zahlreichen Festivals und internationalen Konzertreisen, wobei es teilweise vom Goethe-Institut unterstützt zu Kooperationen mit einheimischen Musikern kam. Einige der dabei entstandenen musikalischen Begegnungen (u. a. in Australien, Brasilien, Frankreich, Marokko, Indonesien) sind auch auf CD veröffentlicht. Mit den Musikern der Association à la Recherche d’un Folklore Imaginaire fand eine intensive Zusammenarbeit in mehreren Projekten statt. Auf dem eigenen Label PATA MUSIC sind seit 1987 bislang (2013) 21 Veröffentlichungen seiner Werke im Bereich aktueller zeitgenössischer Musik erschienen.
Stein war langjähriges Mitglied der Kölner Saxophon Mafia und Mitbegründer des James Choice Orchestra, dessen Co-Leiter er bis 2008 war. Er war aber auch an Aufnahmen mit Karlheinz Stockhausen beteiligt.

## Diskografische Hinweise
- 1987 Pata Orchester Die fünf Tage
- 1991 Pata Orchester Ritual Life
- 1992 Pata Horns Talking People
- 1993 Pata Orchester The Secret Act of Painting
- 1994 Pata Masters Blue Slit
- 1996 Pata Masters Graffiti
- 1997 Pata Music Meets Arfi News of Roi Ubu
- 1998 Pata Bahia
- 1999 Pata Masters Pata Maroc (mit Michael Rüsenberg)
- 2000 Pata Blue Chip
- 2002 Pata Masters Live in Australia
- 2003 Pata Masters Meets Djaduk Ferianto Kua Etnika Pata Java
- 2005 Pata Generators Code Carnival
- 2006 Pata Music Played by NDR-Bigband Graffiti Suite
- 2008 Pata Generators Direct Speech
- 2010 Pata, Horns & Drums Silent Sitting Bulls
- 2013 Pata on the Cadillac